# Bahnhof Berlin Poelchaustraße
Der Bahnhof Poelchaustraße ist ein Haltepunkt der Berliner S-Bahn im Berliner Ortsteil Marzahn. Er befindet sich im Süden Marzahns an der Wriezener Bahn und wird östlich von der Märkischen Allee begrenzt. Er ist nach der anliegenden Poelchaustraße benannt.

## Geschichte
Der zwischen den S-Bahnhöfen Springpfuhl und Marzahn gelegene Haltepunkt erhielt den Arbeitstitel Springpfuhl Nord. Für seine Errichtung mussten das Fern- und S-Bahn-Gleis der Wriezener Bahn in ihrer Lage verschoben werden, da neben dem Bahnsteig auch ein zweites Streckengleis für die S-Bahn berücksichtigt werden musste. Der Bahnsteig durfte auf seiner Länge von 160 Metern keine Krümmungen aufweisen, da eine Abfertigung durch Fernbeobachtungsanlagen vorgesehen war. Der Bahnsteig wurde während des laufenden Betriebs errichtet, nach Fertigstellung begann der Bau des östlichen S-Bahn-Gleises Springpfuhl – Marzahn, dessen Inbetriebnahme am 20. Dezember 1978 erfolgte. Das vorhandene S-Bahn-Gleis Marzahn – Springpfuhl und das Ferngleis wurden im April 1979 auf ihre endgültige Trasse verlegt. Der Haltepunkt ging am 28. September 1979 unter dem Namen Karl-Maron-Straße in Betrieb. Der Bahnsteig ist über die gesamte Länge überdacht. Der Zugang erfolgt ausschließlich vom südlichen Bahnsteigende. Neben Treppen wurde der S-Bahnhof als erster im Berliner S-Bahn-Netz mit einer Rampe in Form eines Wendelgangs für mobilitätseingeschränkte Fahrgäste versehen. Am 31. Januar 1992 erfolgte die Umbenennung in Poelchaustraße. Die Zugabfertigung wurde 2005 auf ZAT (Zugabfertigung durch den Triebfahrzeugführer) umgestellt.

## Anbindung
Am Bahnhof Poelchaustraße hält die Linie S7 der S-Bahn Berlin. Es besteht ein Übergang zur Omnibuslinie 291 der BVG.
| Linie | Verlauf |
| ----- | --- |
|       | Potsdam Hauptbahnhof – Babelsberg – Griebnitzsee – Wannsee – Nikolassee – Grunewald – Westkreuz – Charlottenburg – Savignyplatz – Zoologischer Garten – Tiergarten – Bellevue – Hauptbahnhof – Friedrichstraße – Hackescher Markt – Alexanderplatz – Jannowitzbrücke – Ostbahnhof – Warschauer Straße – Ostkreuz – Nöldnerplatz – Lichtenberg – Friedrichsfelde Ost – Springpfuhl – Poelchaustraße – Marzahn – Raoul-Wallenberg-Straße – Mehrower Allee – Ahrensfelde |